# Roman Romanovitch Katchanov
Roman Romanovitch Katchanov (russe : Рома́н Рома́нович Кача́нов), né le 17 janvier 1967 à Moscou, est un acteur, réalisateur, scénariste, producteur de cinéma soviétique puis russe.
Depuis 1992, il est également citoyen israélien. Après avoir exprimé son opposition à l'invasion de l'Ukraine par la Russie au printemps 2022, il est déclaré agent de l'étranger par le gouvernement,.
Il est le fils du grand cinéaste de l'animation soviétique Roman Abelevitch Katchanov.

## Filmographie

### Réalisateur
- 1991 : Ne me demande rien (Не спрашивай меня ни о чем)
- 1995 : Monstre (Урод)
- 1999 : Maximilien (Максимилиан)
- 2000 : DMB (ru) (ДМБ)
- 2001 : Down House (Даун Хаус)
- 2004 : Arié (ru) (Арье)
- 2007 : Nevaliachka (Неваляшка)
- 2022 : La Marche de l'aube (ru) (Марш утренней зари)
- 2024 : Stchastie (Счастье)